# Seirō opera
Seirō opera (青楼オペラ?) è un manga storico sentimentale disegnato da Kanoko Sakurakoji e ambientato in epoca Edo, serializzato sulla rivista Bessatsu Shōjo Comic dal 13 gennaio 2015 al 13 novembre 2019. I capitoli sono stati raccolti in dodici volumi tankōbon, pubblicati tra il 26 ottobre 2015 e il 26 febbraio 2020.
La serie raffigura vestiti e kimono dell'epoca, parate delle tayū, nonché vita, attività e quotidianità dell'okiya, la casa delle geisha con tutto l'entourage che la compone fatto di servitori e kakuro. Vengono inoltre illustrate la formazione e le varie discipline imparate dalle ragazze e tutte le tappe fondamentali della vita delle future oiran.

## Trama
La storia prende l'avvio nell'Epoca Edo nel quartiere a luci rosse di Yoshiwara dove la quindicenne orfana Akane, figlia di una famiglia di samurai, viene venduta ad un okiya per ripagare il proprio debito diventando una oiran, ovvero una prostituta d'alto rango.
Akane è anziana per il ruolo perché le ragazze destinate a diventare oiran di solito vengono comprate e formate a partire dai tredici anni, ma nonostante ciò la giovane si prodiga per farsi accettare dalla proprietaria dell'okiya e dalla più importante delle oiran della "famiglia", la bellissima tayu Asakeno.
Il suo obiettivo è quello di diventare molto nota e in vista e riuscire a rintracciare la persona che sta cercando sfruttando gli eventi mondani delle geishe e le varie conoscenze.
Per decidere se la ragazza è all'altezza di essere la "sorellina" di una persona tanto in vista, Asakeno la sfida a trovare un cliente per il locale e durante questa ricerca Akane arriva al Tempio Inari e si imbatte per la prima volta nel giovane Sosuke Oumiya, rampollo di una facoltosa famiglia di commercianti e personaggio molto chiacchierato della città per il suo carattere e per la sua condotta libertina.
Colpito dalla giovane, Oumiya la insegue andando di persona all'okiya in sua ricerca e, agendo impulsivamente, la reclama come sua favorita diventando il suo danna. La sua inaspettata comparsa fa sì che Asakeno accetti la ragazza come sua "sorellina" e inizi un intenso percorso di istruzione nelle varie discipline di cui è richiesta la conoscenza. Le oiran, infatti, erano più intrattenitrici che prostitute, nonostante in molti le sminuiscano volgarmente come semplici donne di piacere, perciò venivano istruite in molte materie che allietassero la compagnia dei clienti come suonare lo shamisen, comporre versi, calligrafia, gioco del go, cerimonia del tè, danza, canto, ecc. 
La prima tappa della vita da oiran di Akane è lo shinzo, il debutto in società con una parata trionfale per le strade della città in cui proprio Oumiya salva la ragazza dal ridicolo dopo che il suo kimono era stato misteriosamente rovinato e rischiasse di disfarsi durante il percorso. 
La storia si snoda rivelando le sottili rivalità della casa di Akenoborou tra le ragazze in lizza per la posizione di preminenza, in particolare con la dolce e infida Yukari, le alterne fortune delle oiran meno note, le mire di molti uomini affascinati da Akane e la crescente attrazione di quest'ultima verso il giovane Oumiya, il quale assume un ruolo sempre più fondamentale nella vita della ragazza facendo sì che tra i due si instauri una certa complicità nonostante entrambi custodiscano segreti. 
Oumiya sembra conoscere parte del passato della ragazza e la disgrazia caduta sulla sua famiglia e riconosce nei servitori dell'okiya Riichirou, un tempo al servizio della famiglia di Akane e ora votato alla protezione della ragazza.
Si svelano inoltre torbidi segreti del passato di Akane sulla strage che ha coinvolto la sua famiglia samurai ad opera di uno sconosciuto con una voglia a forma di mezzaluna, si apprende inoltre della forsennata ricerca di Oumiya di una donna all'interno del quartiere a luci rosse di Yoshiwara nella quale lui vorrebbe coinvolgere la giovane Akane come propria spia.